# Tunnel des Eupalinos
Koordinaten: 37° 41′ 38″ N, 26° 55′ 48″ O

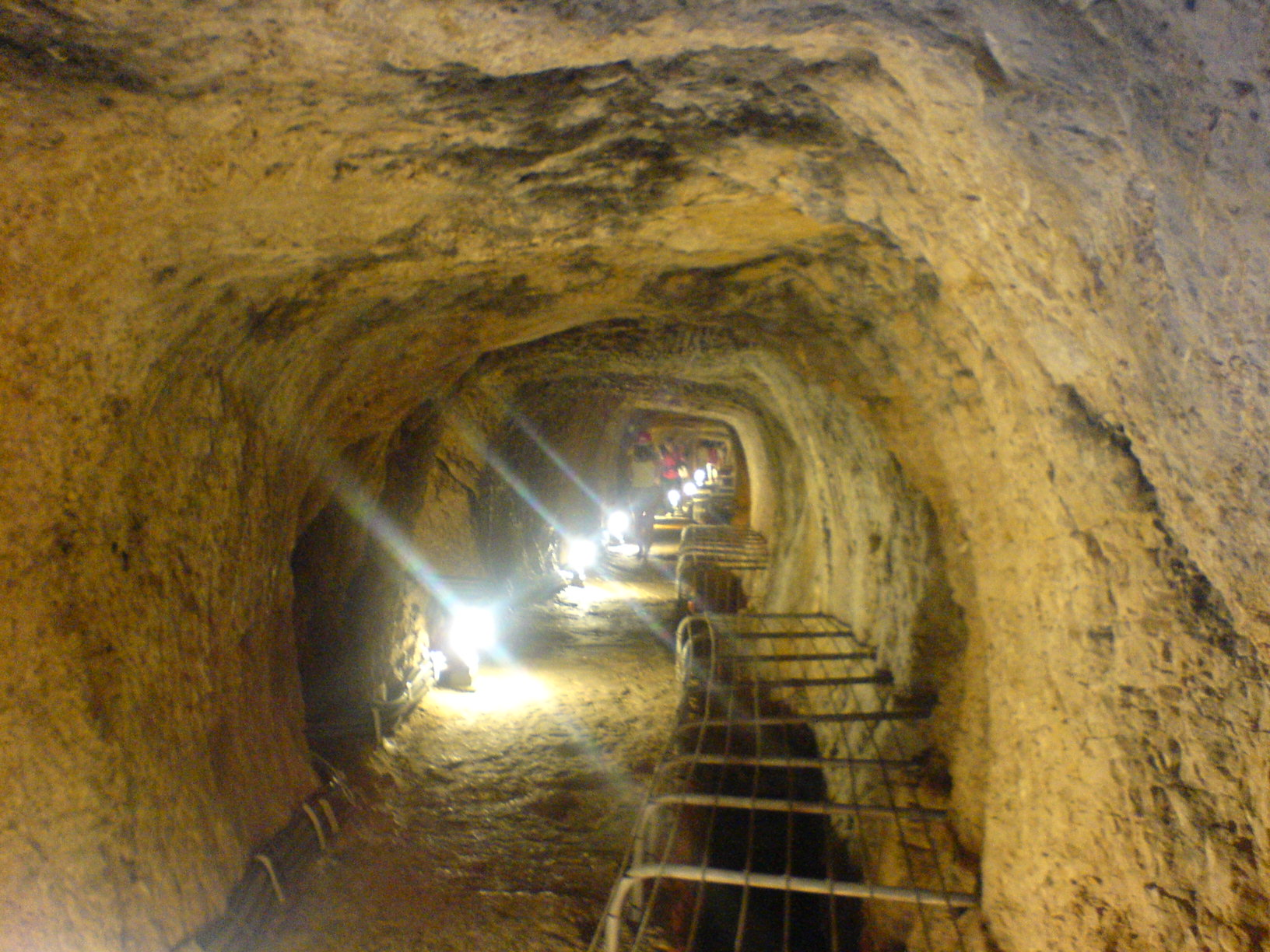
Tunnel des Eupalinos

Der Tunnel des Eupalinos ist Teil einer Wasserleitung, die im 6. Jahrhundert v. Chr. zur Versorgung der griechischen Stadt Samos (heute: Pythagorio) auf der gleichnamigen Insel errichtet wurde. Der Tunnel ist der zweite bekannte Tunnel in der Geschichte, der im Gegenortvortrieb gebaut wurde, und der erste, bei dem dies nach einem sorgfältig ausgearbeiteten Plan geschah. Mit 1036 Metern Länge war der Eupalinos-Tunnel zudem der längste Tunnel seiner Zeit und wurde 1992 eingetragen als Teil der UNESCO-Welterbestätte Heraion von Samos sowie 2017 ausgewiesen als International Historic Civil Engineering Landmark. Er ist heute eine Touristenattraktion und vom Südeingang her auf seiner gesamten Länge begehbar. Es gibt Führungen bis zum Durchschlagspunkt (und wieder zurück zum Südeingang) oder aber bis zum Nordeingang.

## Bau
Der Eupalinos-Tunnel ist nach seinem Architekten Eupalinos von Megara benannt, dessen Name vom griechischen Historiker Herodot (482–424 v. Chr.) der Nachwelt überliefert wurde. Darüber hinaus ist nichts über die Person des Eupalinos bekannt. Über eine Beteiligung des griechischen Philosophen und Mathematikers Pythagoras von Samos (ca. 580–500 v. Chr.), der sich zur Zeit des Baus der Wasserleitung in seiner Heimatstadt aufgehalten haben könnte und dessen pythagoreische Geometrie zur Anwendung gekommen sein könnte, wurde spekuliert, ohne dass es jedoch konkrete Indizien dafür gibt.
Als Bauherr des Tunnels wird in der älteren Fachliteratur traditionell der Tyrann Polykrates von Samos (regierte 537–522 v. Chr.) genannt. Allerdings sprechen die Forschungen, die Hermann J. Kienast vom Deutschen Archäologischen Institut Athen (DAI) am Tunnel vorgenommen hat und die erstmals den ganzen Komplex umfassten, für ein etwas früheres Fertigstellungsdatum (zwischen 550 und 530 v. Chr.). Schätzungen der Bauzeit reichen von acht bis 15 Jahren, wobei Kienast eine Baudauer von ungefähr zehn Jahren annimmt. Insgesamt war die Wasserleitung mehr als tausend Jahre in Betrieb, bis sie im 7. Jahrhundert n. Chr. vernachlässigt und schließlich ganz aufgegeben wurde.

## Erforschung

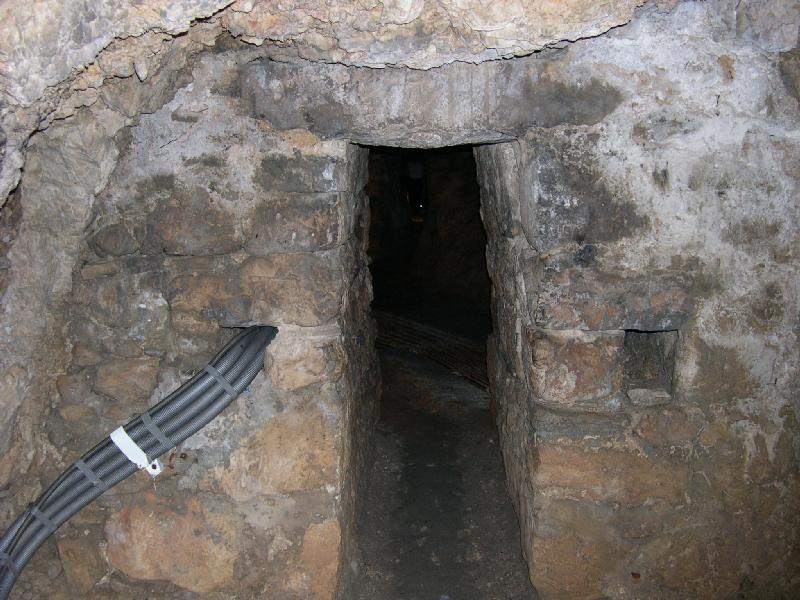
Mundloch

Die Wiederentdeckung des Tunnels durch einen einheimischen Abt im Jahr 1882 geht auf Herodot zurück, der als erster (und einziger) antiker Schriftsteller vom Tunnel berichtete und ihn mit enthusiastischen Worten beschrieb (Historien 3, 60):

„Ich habe mich mit den Samiern etwas länger beschäftigt, weil sie drei der gewaltigsten Bauwerke aller Griechen aufgeführt haben: Sie durchbohrten einen Berg von 150 Klaftern Höhe von unten her und gruben einen Tunnel mit zwei Öffnungen. Seine Länge beträgt sieben Stadien, die Höhe und Breite je acht Fuß. Durch seine ganze Länge ist ein anderer Kanal geführt, zwanzig Ellen tief, drei Fuß breit, durch den das Wasser in Röhren zur Stadt geleitet wird; er kommt aus einer starken Quelle. Baumeister dieses Tunnels war Eupalinos aus Megara, Sohn des Naustrophos. Das ist das eine der drei Bauwerke...“

Die archäologische Erforschung der Wasserleitung wurde seitdem vor allem vom DAI vorangetrieben. Eine erste wissenschaftliche Bestandsaufnahme nahm 1883 der deutsche Archäologe Ernst Fabricius vor. Danach wurde der Tunnel wieder fast ein Jahrhundert lang vernachlässigt, bis er in den Jahren 1971–73 vom DAI Athen unter Ulf Jantzen vollständig freigeräumt und der Forschung zugänglich gemacht wurde. Der Bauforscher Hermann Kienast veröffentlichte 1995 die abschließende Untersuchung der Gesamtanlage. Andere Autoren beschäftigten sich vor allem mit der Frage, wie es Eupalinos gelang, die beiden Vortriebe so genau zusammenzuführen.

## Gesamtanlage
Der Eupalinos-Tunnel ist der Mittelteil einer Wasserleitung, die die Stadt Samos mit der Quelle Agiades verband und dabei den rund 230 Meter hohen Stadtmauerberg durchquerte. Das Aquädukt lässt sich in drei Abschnitte unterteilen:
- Eine 900 Meter lange unterirdische Leitung von der Quelle bis zum Nordabhang des Berges. Dieser Abschnitt lag außerhalb der Stadtmauern.
- Der 1036 Meter lange Eupalinos-Tunnel, der 180 Meter unter dem Gipfel den Bergrücken in seiner gesamten Breite durchquert.
- Eine 500 Meter lange unterirdische Leitung vom Südabhang des Berges bis zu einem Brunnenhaus im Stadtgebiet. Dieser Abschnitt lag innerhalb der Stadtmauern.

Der Grund für den unterirdischen Verlauf der Wasserleitung lag vermutlich in der Befürchtung, dass die Wasserversorgung der Stadt andernfalls bei einer Belagerung leicht von außen gekappt werden könnte. Insgesamt mussten für den Bau etwa 7000 Kubikmeter gewachsener Fels ausgehoben werden, wovon 5000 Kubikmeter auf den Tunnel entfielen, der durch soliden Kalksteinfels aufgefahren werden musste. Mit durchschnittlich 1,80 Metern Höhe und 1,80 Metern Breite hat der Tunnel praktisch einen quadratischen Querschnitt. Als Werkzeuge dienten beim Vortrieb einzig und allein Hammer und Meißel.

## Leitungskanal

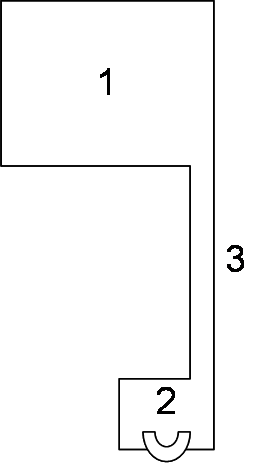
Schematischer Schnitt des Bauwerks. 1: oberer Tunnel, 2: tieferliegender Leitungskanal, 3: Verbindung

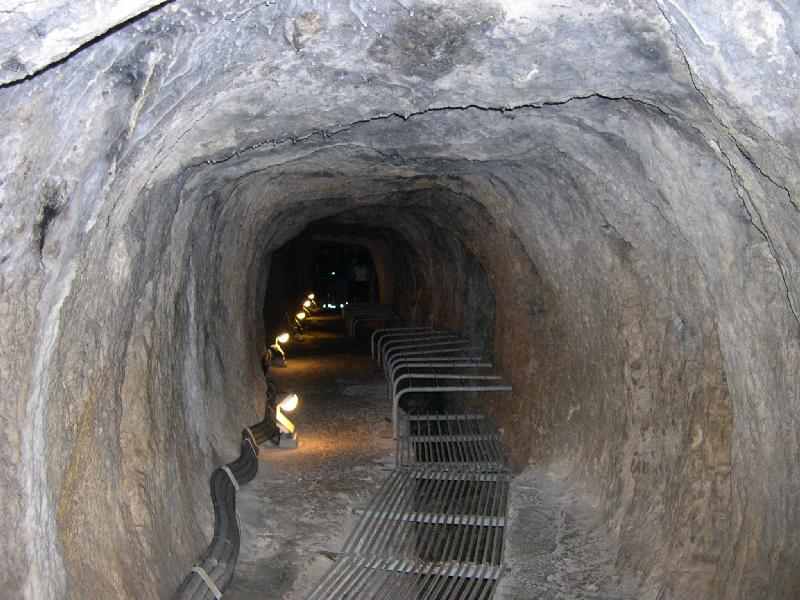
Tunnel mit dem bis zu 8 m tiefen, modern vergitterten Gerenne

Der Eupalinos-Tunnel weist praktisch kein Gefälle auf. Sein Austrittspunkt liegt genauso wie sein Eintrittspunkt auf 55 Metern über dem Meeresspiegel. Für das notwendige Gefälle zur Stadt hin sorgte ein zweiter, schmalerer Leitungskanal, der an der Ostseite des Tunnels in den Boden geschlagen wurde und auf dessen Grund die eigentliche Wasserleitung verlief. Dieses Gerenne ist bereits am Einlaufmundloch in den Berg knapp 4 Meter tief und erreicht am Tunnelausgang eine Tiefe von 8,90 Metern. Diese enorme Tiefe wird damit erklärt, dass sich der Quellspiegel bereits im Laufe des Baus abgesenkt hatte, so dass der wasserführende Kanal tiefer gelegt werden musste.
Als Grund für die Doppelkonstruktion von Tunnel und Leitungskanal, die auch bei anderen Tunneln der Zeit anzutreffen ist, werden vermessungstechnische Zwänge angenommen. Da es „damals keine adäquaten Vermessungsinstrumente gab, um ein Gefälle von weniger als 1 % zu bestimmen, aber man mit Instrumenten wie dem Chorobates gut in der Lage war, die horizontale Ebene zu halten“, muss es Eupalinos zuerst darum gegangen sein, die beiden Vortriebe sicher im Berg zusammenzuführen. Waren die beiden Stollen erst einmal miteinander verbunden, konnte im zweiten Schritt das notwendige Gefälle aus der Sohle herausgeschlagen werden.

## Gegenortvortrieb
Zwei Dinge musste der Baumeister Eupalinos mit größtmöglicher Genauigkeit bestimmen, damit sich die beiden Mannschaften im Berg trafen:
- das Niveau der Mundlöcher
- die Vortriebsrichtung.

Beide Probleme wurden von Eupalinos auf meisterliche Art und Weise gelöst, wie die Ausführung des Tunnels verrät. So weist der Tunnelboden am Verbindungspunkt vom Nord- und Südstollen nur einen Höhenunterschied von 60 Zentimetern auf, was im Verhältnis zur Tunnelgesamtlänge einer Differenz von weniger als 0,125 Prozent entspricht.
Unklar ist allerdings, warum beide Stollen nahezu im rechten Winkel aufeinandertreffen, denn hätten die beiden Mannschaften die ursprüngliche, schnurgerade Vortriebsrichtung gehalten, so wäre es zu einem fast perfekten Aufeinandertreffen der beiden Streckenabschnitte gekommen. Dabei fällt auf, dass der Nordtunnel als Erster vom idealen Richtungsverlauf abweicht und nach einigen hundert Metern im Berg beginnt, weite Zickzack-Bögen zu schlagen, wohingegen der Südtunnel erst nach 425 Metern geraden Verlaufs einen plötzlichen Knick nach rechts macht, um sich mit dem Nordstollen zu verbinden. Ein Grund für die Richtungsänderungen im Nordtunnel könnte gewesen sein, wasserführende Schichten oder weiches Gestein, die Einsturzgefahr bedeutet hätten, zu umgehen. Der Knick im Südstollen wäre demnach als eine Reaktion auf den Richtungswechsel im anderen Tunnel zu interpretieren.
Vorstellbar und nicht ganz unlogisch wäre auch, den mehrfachen leichten Richtungswechsel in der Geraden als Überlegung aus der Verteidigungsstrategie zu interpretieren, denn Knickpunkte, auch leicht gekrümmter Art, stellen immer einen „Schutzschild“ gegenüber den aus der anderen Richtung kommenden Angreifern dar.
Einfach, aber effektiv war die Methode, mit der Eupalinos den Durchschlag der beiden Streckenabschnitte sicherstellte. Indem er beide Vortriebe auf den letzten Metern gemeinsam scharf nach Osten abbiegen ließ, wirkte er der Gefahr entgegen, zwei parallele Stollen zu graben, und machte einen Schneidepunkt unvermeidbar, sofern sich beide Stollen auf dem gleichen Niveau befanden. Draufsicht:
Das nahezu rechtwinklige Zusammentreffen und der leichte Höhenunterschied beider Stollen gelten in der wissenschaftlichen Diskussion als eindeutige Beweise für den ersten planmäßigen Gegenortvortrieb in der Geschichte. Die Tatsache, dass auf den gesamten 1036 Metern Länge kein einziger vertikaler Schacht gegraben wurde, grenzt den Eupalinos-Tunnel zudem klar von der Qanat-Bauweise ab und macht ihn zum längsten Tunnel seiner Zeit.

## Vermessungsmethode
Angesichts der Präzision des Eupalinos-Tunnels hat sich die moderne Wissenschaft mit der Frage beschäftigt, welche Vermessungsmethoden der antike Baumeister bei der Durchtunnelung des Berges angewandt haben könnte. Da Herodot hierüber keinerlei Angaben hinterlassen hat, sind die Wissenschaftler auf archäologische Indizien und mathematische Berechnungen angewiesen. Im Mittelpunkt steht die Frage, wie Eupalinos das Niveau der Mundlöcher und die Vortriebsrichtung bestimmt hat. Dabei lassen sich zwei Ansätze unterscheiden:
- Vermessung um den Berg herum (Heron von Alexandria, Apostol);
- Vermessung über den Berg hinweg (Goodfield & Toulmin).

Das Problem besteht bei beiden Wegen in der akkumulierten Messungenauigkeit, die angesichts der Länge des Tunnels sehr leicht dazu führen kann, dass sich die beiden Stollen im Berg verfehlen. Der erste Wissenschaftler, der eine mathematische Lösung dafür bereithielt, wie man einen Tunnel im Gegenortvortrieb baute, war Heron von Alexandria (Dioptra, Kapitel 15). Sein theoretischer Ansatz galt lange Zeit als die Methode, die Eupalinos benutzt haben musste, bis in den 1960er Jahren Goodfield & Toulmin bei einem Ortsbesuch auf erhebliche topographische Schwierigkeiten bei waagrechten Peilungen am Berg entlang stießen. Daher favorisierten sie stattdessen die Vermessung mittels Fluchtstangen über den Bergkamm. Der Mathematiker Tom Apostol indes erachtet diese Methode aufgrund der großen Zahl von Einzelmessungen als zu fehleranfällig und hält die Vermessung um den Berg herum unter Einsatz einfacher Hilfsinstrumente für praktikabel.